# 聖若熱島

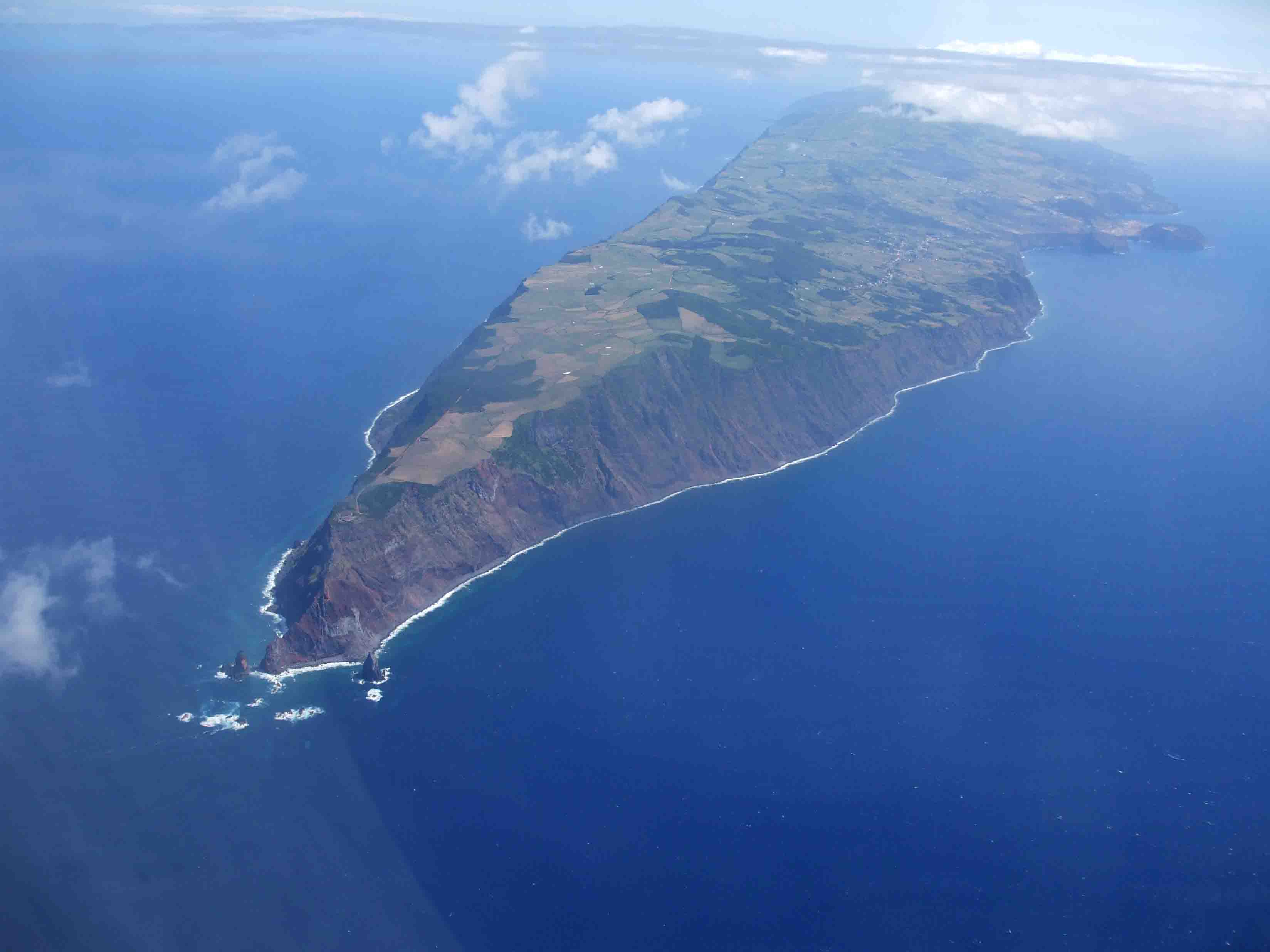
从西北偏北方向眺望圣若热岛

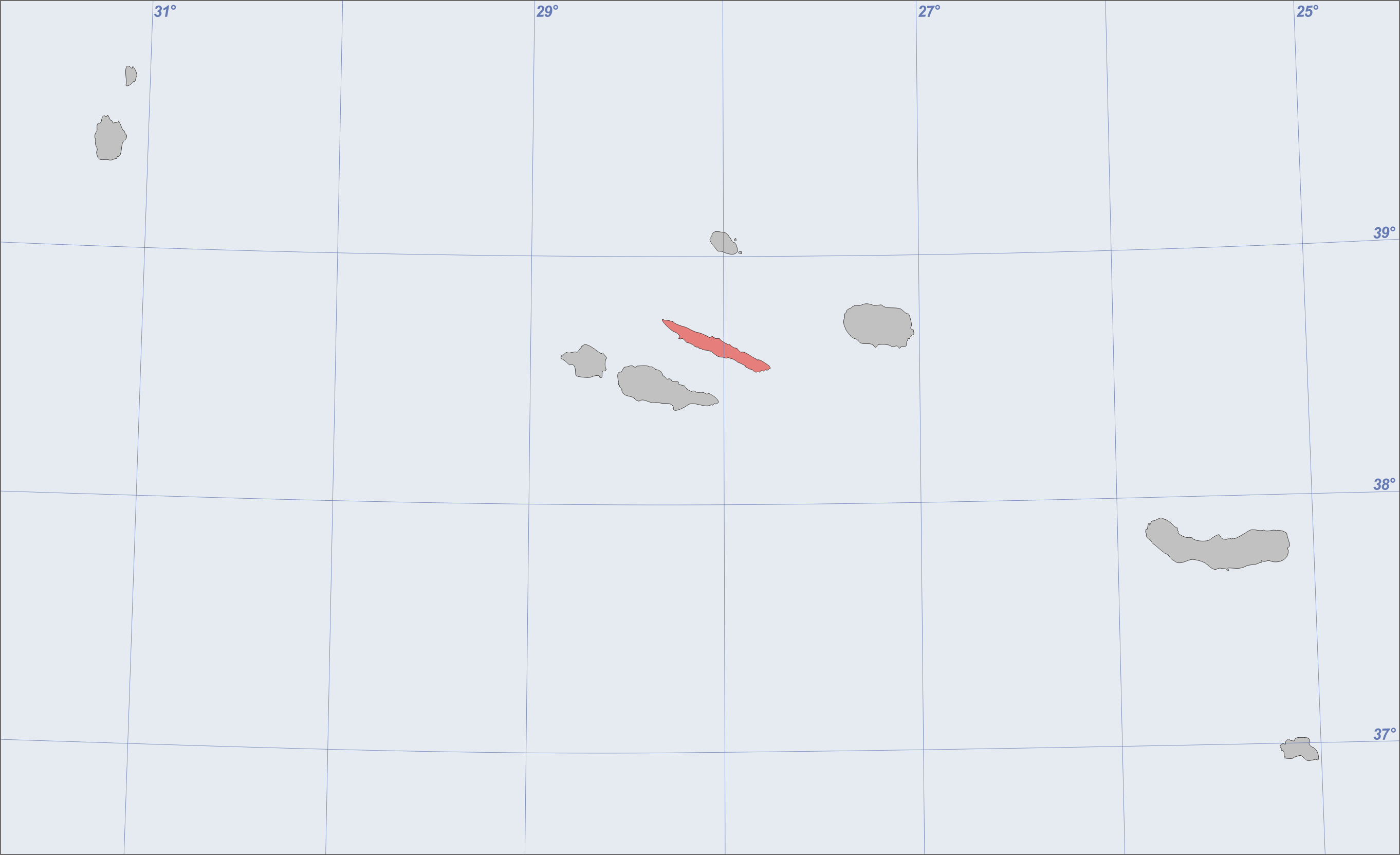
圣若热岛在亚速尔群岛中的位置

圣若热岛（葡萄牙語：Ilha de São Jorge）是葡萄牙亚速尔群岛里属于中群岛的一个島嶼。它和临近的皮库岛和法亚尔岛隔着相距15公里的海峡（由此，这三个岛在当地通俗地称为“三角”）。圣若热岛是一个相对窄长的岛屿，四周有高高的悬崖。约9500名居民集中住在北部和南部海岸的三角洲上。岛面积为246.25平方公里，东西长为56公里，最大宽度为8公里。

## 外部連結
- 有关圣若热岛的信息 （页面存档备份，存于） （英文）
- 另一个有圣若热岛信息的网站 （页面存档备份，存于） （英文）